# 中華人民共和国破産法
中華人民共和国企業破産法（ちゅうかじんみんきょうわこくきぎょうはさんほう）とは、法人破産について規定した中華人民共和国の法律。1986年12月に「中華人民共和国企業破産法（試行）」が公布された。2006年8月、全国人民代表大会で可決された新しい中華人民共和国企業破産法が2007年6月1日から1986年破産法に替わって施行されている。

## 歴史
中華人民共和国（以下、「中国」）における最初の破産法は、1986年12月に公布された「中華人民共和国企業破産法（試行）」である。この法律は、全民所有制企業にのみ適用された。立法当時の計画では、短期間の試行の後、正式な法律に取り替えるはずであったが、当時の中国は社会主義計画経済から社会主義市場経済へ移行している最中であり、企業がどのように破産すべきか、企業が負うべき社会的責任等の問題について、非常に多くの争いがあった。20年後の2006年8月、全国人民代表大会で可決された新しい中華人民共和国企業破産法が翌年6月1日から1986年破産法に替わって施行された。

## 主な内容
2006年破産法は、適用範囲を全ての企業に拡大し、「重整」（再建型手続）の規定が増え、労働者福祉や賃金等の債務は、企業のその他の債務より優先されない。1986年の試行法と比べ、大きく発展した。しかし、現在の破産法は依然として、非法人企業の破産、個人破産、個人独資企業の破産、事業単位の破産等の規定を欠いている。